# Заплавний заказник
Заплавний — ландшафтний заказник місцевого значення.
Займає площу 214 гектарів. За деякими даними, на початку 21 століття офіційна площа заказника була зменшена. Розташований на території Обухівського району Київської області. Належить до території селища Козин. Підпорядковується Козинській міській раді.

## Опис
Ландшафтний заказник був утворений відповідно до рішення № 161-12-XXIV від 19 лютого 2004 року Київської обласної ради двадцять четвертого скликання. Природоохоронна територія є природною ділянкою заплавного ландшафту річки Козинки та Дніпра. В 2012 році Київською обласною радою було затверджено положення щодо зміни існуючих меж територій, які належать до природоохоронного фонду Київської області. Зі складу території заказника «Заплавний» була виключена придамбова територія. Проте був залишений у складі заказника «Заплавний» острів Ольжин, який знаходиться у користування ТОВ "Трипільське підприємство «Пролетарська Правда». Водойма, площа якої становить більше 9 гектарів, знаходиться у користуванні Козинської сільської ради. Загальна площа ландшафтного заказника була затверджена цим рішенням у розмірі 162,6421 гектарів. Відповідно до цього документу було рекомендовано внести зміни до положення про заказник «Заплавний».На території заказника поширені різні гідрофільні види тварин та рослин. Серед них є ті, які занесені до Червоної книги України. Це — сальвінія плаваюча, водяний горіх плаваючий, дозорець-імператор, джміль вірменський. Збережений на території ландшафтного заказника генофонд лікарських рослин.